# لودفيش الجرماني
لودفيش الجرماني (806/810  - 28 أغسطس 876) (باللاتينية: Ludovicus II Germanicus، بالألمانية: Ludwig der Deutsche)، المعروف أيضًا باسم لودفيش الثاني، كان أول ملوك مملكة الفرنجة الشرقية وحكم منذ عام 843 حتى عام 876 م. كان حفيد الإمبراطور شارلمان والابن الثالث للودفيش الورع إمبراطور الفرنجة، وزوجته الأولى إرمينغارد من هيسباي، حصل بعد وفاته بفترة وجيزة على لقب «جرمانيكوس» تقديرًا لماجنا جرمانيا من الإمبراطورية الرومانية، ما يعكس تأكيدات الكارولينجيين على أنهم خلفاء الإمبراطورية الرومانية الشرعيين.
بعد اشتباكات مطولة مع والده وإخوته، استلم لودفيش مملكة الفرنجة الشرقية في عام 843 بموجب معاهدة فيردان. فشلت محاولاته لغزو أخيه غير الشقيق شارل الأصلع في مملكة الفرنجة الغربية في عامي 858 و 859. تميزت فترة الستينيات من القرن الثامن بأزمة حادة، عندما تمرّد الأبناء في شرق الفرنجة، بالإضافة إلى كفاح لودفيش للحفاظ على سيادته على مملكته. في معاهدة ميرسن، استحوذ على لوترينجيا لمملكة الفرنجة الشرقية عام 870. من ناحية أخرى، حاول الاستحواذ على كل من لقب الإمبراطور وإيطاليا، لكنه فشل بالمحاولتين. في الشرق، تمكن لودفيش من التوصل إلى اتفاق سلام طويل الأمد عام 874 بعد عقود من الصراع مع مورافيا. بسبب قلة المكاتيب في الأمور الحكومية والإدارة، يمكن القول أن عهد لودفيش يسبق العصر الأوتوني.

## بداياته

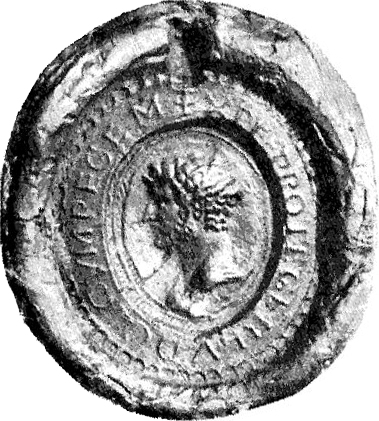
ختم ملكي يظهر لويس الألماني، ملك فرنكيا الشرقية، مع اسمه وألقابه، يرمز لسلطته ودوره كمؤسس للمملكة الألمانية.

قضى لودفيش جزءًا مهمًا سنواته الأولى في بلاط جده شارلمان، وقيل إنه كسب عاطفته الخاصة. عندما قسّم الإمبراطور لودفيش الورع سيطرته بين أبنائه في عام 817، أصبح لودفيش حاكمًا لدوقية بافاريا. حكم لودفيش من ريغنسبورغ، العاصمة القديمة لبافاريا. في عام 825، خاض حروبًا مع الونديين والصوربيين على حدوده الشرقية. في عام 827 تزوج من هيما، أخت زوجة أبيه جوديث من بافاريا، وكلتاهما من بنات فلف، التي امتدت ممتلكاتها من الألزاس إلى بافاريا.
لم يكن لودفيش أول من حكم بافاريا حتى عام 826. في عامي 828 و 829 شنّ حملتين ضد البلغار الذين أرادوا التسلل إلى بانونيا دون أن ينجحوا بذلك. خلال الفترة التي قضاها في أونتركونيغ، حاول توسيع حكمه إلى منطقة الراين-ماين.

## الابن المتمرّد
كانت مشاركته في الحرب الأهلية الأولى ضد حكم والده محدودة، لكن في الثانية، أقنعه إخوته الذين يكبرونه سنًا، لوثر الأول، ملك إيطاليا حينها، وبيبين الأول، دوق آكيتاين، بغزو ألمانيا التي أعطاها والدهم لأخيهم غير الشقيق شارل، ووعدوه بمنحه حكم المنطقة في القسم الجديد الذي سيقيمونه بعد النصر. في عام 832، قاد لودفيش جيشًا من السلاف إلى ألمانيا، لكن والده نجح بطرده منها. حرمه لودفيش الورع من الميراث ولكن بلا جدوى، إذ سرعان ما قبض أبناء الإمبراطور المتمردين على والدهم وخلعوه. لكن عندما أُعيد سريعًا غلى منصبه، توصل الإمبراطور لودفيش إلى سلام مع ابنه لودفيش وأعاد له بافاريا بشكل قانوني عام 836.
كان لودفيش هو المحرض على الحرب الأهلية الثالثة التي بدأت في عام 839. بعد أن أعطيت قطعة من أرضه للأخ غير الشقيق تشارلز، غزا لودفيش ألمانيا مرة أخرى. استجاب الإمبراطور لودفيش هذه المرة بسرعة، وسرعان ما أُجبر لودفيش الأصغر على الانتقال إلى الزاوية الجنوبية الشرقية البعيدة من مملكته، وفرض عليه السلام بقوة السلاح.

## تسميته
عند استخدام تسمية لودفيش الجرماني لا يُقصد بها الألماني أو المنحدر من ألمانيا، إنما تعود التسمية للضفة الشرقية من نهر الراين الواقعة خارج الإمبراطورية الرومانية وسكان تلك المنطقة.